# Mafalda Arnauth
Mafalda Arnauth (Lisboa, 4 de octubre de 1974) es una fadista portuguesa.
La artista inició su carrera en 1995, en un concierto en el Teatro de São Luís, en Lisboa, en el que participó gracias a una invitación del fadista João Braga. Lo que parecía en un principio como una participación puntual se convirtió en una carrera profesional.
Su primer álbum, Mafalda Arnauth (1999), fue aclamado por la crítica y recibió el premio a la voz revelación por parte de la revista portuguesa BLITZ, además de ser muy apreciado por el público joven, un éxito que se repetiría en su segundo disco, Esta voz que me atravessa (2001), casi completamente dedicado al fado.  En 2003, Mafalda Arnauth lanzó Encantamento, en el que  surge también como  compositora, firmando casi todas las composiciones.  Diário (2005) fue elegido por la crítica y sus seguidores como el mejor trabajo de la cantante hasta la fecha.

## Discografía
- Mafalda Arnauth (1999)
- Esta voz que me atravessa (2001)
- Encantamento (2003)
- Tal vez se chame saudade - Recopilatorio (2005)
- Diário (2005)
- Flor de Fado (2008)
- Fadas (2010)
- Terra de Luz (2013)